# Зейн Гольц
Зейн Гольц (англ. Zane Holtz; нар. 18 січня 1987, Ванкувер, Британська Колумбія, Канада) — канадський актор та модель.

## Життєпис
Народився у Ванкувері, Канада. Його мати звуть Лора Мері Кларк (англ. Laura Mary Clarke). Має трьох молодших братів: Гаррісон Гольц (англ. Harrison Holtz), Бо Гольц (англ. Beau Holtz) та Маккензі Гольц (англ. Mackenzie Holtz). У 1999 родина переїхали до Каліфорнії. Навчався в Інституті театру та кіно Лі Страсберга в Лос-Анжелесі. У 2004 почав займатися джиу-джитсу, з того часу бере участь у змаганнях з нього.

## Кар'єра
У 5 років отримав роботу моделі у своєму рідному місті. В десятирічному віці знявся для реклами. Свою першу роль отримав у 2001, знявшись для одного з епізодів серіалу «CSI: Місце злочину». 
Зейн відомий своїми ролями у «Переваги скромників», «Гімнастки», «Від заходу до світанку». З 2020 року грає головну роль у серіалі «Кеті Кін». Також з'явився у серіалі «Рівердейл»

## Особисте життя
У 2006 році почались романтичні стосунки з візажистом Челсі Пегніні (англ. Chelsea Pagnini). 14 вересня 2007 у пари народилася донька Лондон Ів Пегніні (англ. London Yves Pagnini). У 2016 Гольц та Пагніні побралися

## Фільмографія

### Фільми
| Рік  | Назва                                  | Оригінальна назва                                  | Роль         | Примітки           |
| ---- | -------------------------------------- | -------------------------------------------------- | ------------ | ------------------ |
| 2003 | «Скарб»                                | Holes                                              | Луі          |                    |
| 2007 | «Дим»                                  | Smoke                                              | син          | короткометражка    |
| 2008 | «Джек Н Джилл»                         | Jack N Jill                                        | Декстер      | короткометражка    |
| 2010 | «Персі Джексон та Викрадач блискавок»  | Percy Jackson & the Olympians: The Lightning Thief |              |                    |
| 2010 | «Вампіри смокчуть»                     | Vampires Suck                                      | Алекс        |                    |
| 2012 | «Переваги скромників»                  | The Perks of Being a Wallflower                    | Кріс         |                    |
| 2013 | «Грейс акустична»                      | Grace Unplugged                                    | Джей Грейсон |                    |
| 2013 | «Джоді Аріес: Маленькі брудні секрети» | Jodi Arias: Dirty Little Secret                    | Нік          | телефільм          |
| 2013 | «Гаряче серце»                         | Heartburn                                          | Ленс Джонс   |                    |
| 2015 | «Сім хвилин»                           | 7 Minutes                                          | Овен         |                    |
| 2015 | «Прокляття Давнерс Гров»               | The Curse of Downers Grove                         | хлопець      |                    |
| 2015 | «Повернутися іншим»                    | Battle Scars                                       | Люк Стівенс  |                    |
| 2015 | «Холод»                                | Wind Walkers                                       | Шон Коц      |                    |
| 2016 |                                        | Kadence                                            | Гідеон       | короткометражка    |
| 2016 | «Дівчина в ящику»                      | Girl in the Box                                    | Камерон      | телефільм          |
| 2017 | «Хантер Кіллер»                        | Hunter Killer                                      | Мартінеллі   |                    |
| 2018 |                                        | Beyond The Night                                   | Рей Марроу   |                    |
| 2019 |                                        | Tempting Fate                                      | Метт Шоу     | Телевізійний фільм |
| 2023 | «Гіпнотик»                             | Hypnotic                                           | Траут        |                    |

### Серіали
| Рік          | Назва                         | Оригінальна назва               | Роль                                | Примітки     |
| ------------ | ----------------------------- | ------------------------------- | ----------------------------------- | ------------ |
| 2001         | «CSI: Місце злочину»          | CSI: Crime Scene Investigation  | Ділан Баклі                         | 1 епізод     |
| 2002         | «Справедлива Емі»             | Judging Amy                     | Джиммі Секор                        | 1 епізод     |
| 2006         | «Топ-модель по-американськи»  | America's Next Top Model        | грає себе                           | 1 епізод     |
| 2009         | «Зіткнення»                   | Crash                           | Пол                                 | 1 епізод     |
| 2009         | «Детектив Раш»                | Cold Case                       | Герберт «Вовк» Джеймс'44            | 1 епізод     |
| 2010         | «C.S.I.: Місце злочину Маямі» | CSI: Miami                      | Бреді Дженсен                       | 1 епізод     |
| 2010–2012    | «Гімнастки»                   | Make It or Break It             | Остін Такер                         | 18 епізодів  |
| 2012         | «Трудоголіки»                 | Workaholics                     | Ленс                                | 1 епізод     |
| 2013         | «NCIS: Полювання на вбивць»   | NCIS                            | старшина третього класу Кевін Вайет | 1 епізод     |
| 2014–дотепер | «Від заходу до світанку»      | From Dusk till Dawn: The Series | Річі Гекко                          | головна роль |
| 2014         | «Матадор»                     | Matador                         | гість на вечірці                    | 1 епізод     |
| 2017         |                               | White Famous                    | Кріс                                | 1 епізод     |
| 2020         | Кеті Кін                      | Katy Keene                      | КО Келлі                            | Головна роль |
| 2021—2022    | Рівердейл                     | Riverdale                       | КО Келлі                            | Гость        |